# جان پاول (پرتاب‌گر دیسک)
جان پاول (انگلیسی: John Powell؛ زادهٔ ۲۵ ژوئن ۱۹۴۷) پرتاب‌گر دیسک اهل ایالات متحده آمریکا بود.
وی در مسابقات کشوری و بین‌المللی در مجموع برندهٔ ۱ مدال طلا، ۱ مدال نقره، ۲ مدال برنز شده‌است.